# Peter Safran
Peter Safran (Londra, 22 novembre 1965) è un produttore cinematografico e dirigente d'azienda britannico.
Dal 1º Novembre 2022 è co-presidente, co-amministratore e produttore dei DC Studios. A lui si affianca James Gunn, co-presidente e responsabile della parte creativa.

## Biografia
Safran si è laureato in scienze politiche all'Università di Princeton e ha conseguito una laurea in legge all'Università di New York. Ha lavorato come avvocato aziendale a New York, prima diventare assistente alla United Talent Agency. È diventato un manager al Gold-Miller Co e vi rimase fino al 1998. Successivamente ha lavorato come manager alla Brillstein-Grey Management per cinque anni, prima di essere nominato presidente nel 2003. Durante il suo periodo di presidenza ha avuto un importante lista di clienti, tra cui Brad Pitt, Jennifer Aniston, Adam Sandler, Nicolas Cage, Courteney Cox, Sean Combs, Brooke Shields, Nia Vardalos e David Schwimmer.
Ha lasciato la Brillstein-Grey nel 2006, per fondare la The Safran Company, portando con sé la sua lista di clienti. Safran è anche fondatore e amministratore delegato della Safran Digital Group.
Inizia la sua carriera di produttore cinematografico verso la fine degli anni novanta, producendo pellicole di genere demenziale, tra cui Scary Movie, 3ciento - Chi l'ha duro... la vince, Disaster Movie. Nel 2005 produce il film Un lungo weekend, scritto da suo fratello Tad Safran. Nel corso della sua carriera ha anche prodotto numerosi film di genere horror, come The Conjuring, Annabelle e The Nun.

## Filmografia parziale
- Come ho conquistato Marte (RocketMan), regia di Stuart Gillard (1997)
- Effetti collaterali (Senseless), regia di Penelope Spheeris (1998)
- Scary Movie, regia di Keenen Ivory Wayans (2000)
- The Specials, regia di Craig Mazin (2000)
- Il padre di mio figlio (My Baby's Daddy), regia di Cheryl Dunye (2004)
- Connie e Carla (Connie and Carla), regia di Michael Lembeck (2004)
- Jiminy Glick in Lalawood, regia di Vadim Jean (2004)
- Un lungo weekend (The Long Weekend), regia di Pat Holden (2005)
- 3ciento - Chi l'ha duro... la vince (Meet the Spartans), regia di Jason Friedberg e Aaron Seltzer (2008)
- La sposa fantasma (Over Her Dead Body), regia di Jeff Lowell (2008)
- Disaster Movie, regia di Jason Friedberg e Aaron Seltzer (2008)
- New in Town - Una single in carriera (New in Town), regia di Jonas Elmer (2009)
- Le mie grosse grasse vacanze greche (My Life in Ruins), regia di Donald Petrie (2009)
- Buried - Sepolto (Buried), regia di Rodrigo Cortés (2010)
- Mordimi (Vampires Suck), regia di Jason Friedberg e Aaron Seltzer (2010)
- Le regole della truffa (Flypaper), regia di Rob Minkoff (2011)
- Elephant White, regia di Prachya Pinkaew (2011)
- ATM - Trappola mortale (ATM), regia di David Brooks (2012)
- True Love, regia di Enrico Clerico Nasino (2012)
- Vehicle 19, regia di Mukunda Michael Dewil (2013)
- Hours, regia di Eric Heisserer (2013)
- L'evocazione - The Conjuring (The Conjuring), regia di James Wan (2013)
- Mindscape, regia di Jorge Dorado (2013)
- Angry Games - La ragazza con l'uccello di fuoco (The Starving Games), regia di Jason Friedberg e Aaron Seltzer (2013)
- Best Night Ever, regia di Jason Friedberg e Aaron Seltzer (2013)
- Annabelle, regia di John R. Leonetti (2014)
- The Atticus Institute, regia di Chris Sparling (2015)
- Superfast & Superfurious (Superfast!), regia di Jason Friedberg e Aaron Seltzer (2015)
- Dark Places - Nei luoghi oscuri (Dark Places), regia di Gilles Paquet-Brenner (2015)
- Summer Camp, regia di Alberto Marini (2015)
- Martyrs, regia di Kevin Goetz e Michael Goetz (2015)
- La scelta - The Choice (The Choice), regia di Ross Katz (2016)
- The Conjuring - Il caso Enfield (The Conjuring 2), regia di James Wan (2016)
- Mine, regia di Fabio Guaglione e Fabio Resinaro (2016)
- The Belko Experiment, regia di Greg McLean (2016)
- Annabelle 2: Creation, regia di David F. Sandberg (2017)
- Crucifixion - Il male è stato invocato (The Crucifixion), regia di Xavier Gens (2017)
- The Nun - La vocazione del male (The Nun), regia di Corin Hardy (2018)
- Aquaman, regia di James Wan (2018)
- Shazam!, regia di David F. Sandberg (2019)
- Annabelle 3 (Annabelle Comes Home), regia di Gary Dauberman (2019)
- The Suicide Squad - Missione suicida (The Suicide Squad), regia di James Gunn (2021)
- The Conjuring - Per ordine del diavolo (The Conjuring: The Devil Made Me Do It), regia di Michael Chaves (2021)
- Peacemaker – serie TV (2022-in corso)
- Shazam! Furia degli dei (Shazam! Fury of the Gods), regia di David F. Sandberg (2023)
- Aquaman e il regno perduto, regia di James Wan (2023)
- The Monkey, regia di Oz Perkins (2025)
- Superman, regia di James Gunn (2025)
- The Conjuring - Il rito finale (The Conjuring - Last Rites), regia di Michael Chaves (2025)